# Renta familiar disponible
La renta familiar disponible (también denominada como ingreso disponible o renta personal disponible) es la renta de la que efectivamente disponen los individuos y familias para hacer frente a sus gastos y ahorro. El ingreso disponible es el ingreso personal total menos los impuestos sobre el ingreso personal corriente. En las definiciones de las cuentas nacionales, el ingreso personal menos los impuestos sobre el ingreso personal corriente es igual al ingreso personal disponible. Si se restan los gastos personales (que incluyen la principal categoría de gastos de consumo personal [o privado]) se obtiene el ahorro personal (o privado), por lo que el ingreso que queda tras el pago de todos los impuestos se denomina ingreso disponible.  
Reexpresado, el gasto en consumo más los ahorros equivalen a la renta disponible después de contabilizar las transferencias, como los pagos a los hijos en la escuela o los arreglos de alojamiento y cuidado de los padres de edad avanzada.
La Propensión marginal al consumo (MPC) es la fracción de un cambio en la renta disponible que se consume. Por ejemplo, si el ingreso disponible aumenta en $100, y se consumen $65 de esos $100, el MPC es del 65%. En resumen, la propensión marginal al ahorro es del 35%.

## Otras acepciones de renta disponible
Por renta disponible se pueden entender:
- la  renta disponible: la renta nacional disponible de la nación es la renta nacional más las transferencias netas que se obtienen del resto del mundo.
- la renta personal o familiar o de las economías domésticas disponibles. Es la renta de la que disponen las familias para su gasto.

## De la renta nacional a la renta familiar disponible
Partiendo de la renta nacional, que es la suma de las rentas o retribuciones que perciben los propietarios de los factores que intervienen en la producción que son residentes en un país (rentas del trabajo más el denominado excedente de explotación). Normalmente es medida en términos nacionales, netos y a coste de los factores.
La renta familiar disponible es definida como aquella parte de la renta de la que de verdad disponen las familias para hacer frente a su gasto o ahorro, puede calcularse también la renta personal como aquella que reciben finalmente los hogares y las empresas que no son sociedades anónimas. Para su cálculo hay que restar a la renta nacional aquellos elementos que no llegan al bolsillo de las familias como son los beneficios no distribuidos por las empresas, el impuesto sobre la renta de las personas físicas, el impuesto sobre sociedades y las cotizaciones sociales, y, por el contrario, hay que sumarle aquellos elementos que sin constituir retribución de ningún factor productivo, incrementan la capacidad adquisitiva de las familias, como son las transferencias corrientes que las familias reciben del sector público (pensiones, prestaciones por desempleo o los intereses de la deuda pública) más las que reciben del exterior.
Las familias pueden destinar su renta disponible al consumo y al ahorro, son los dos empleos posibles que puede tener su renta.